# L'enramà de la murta

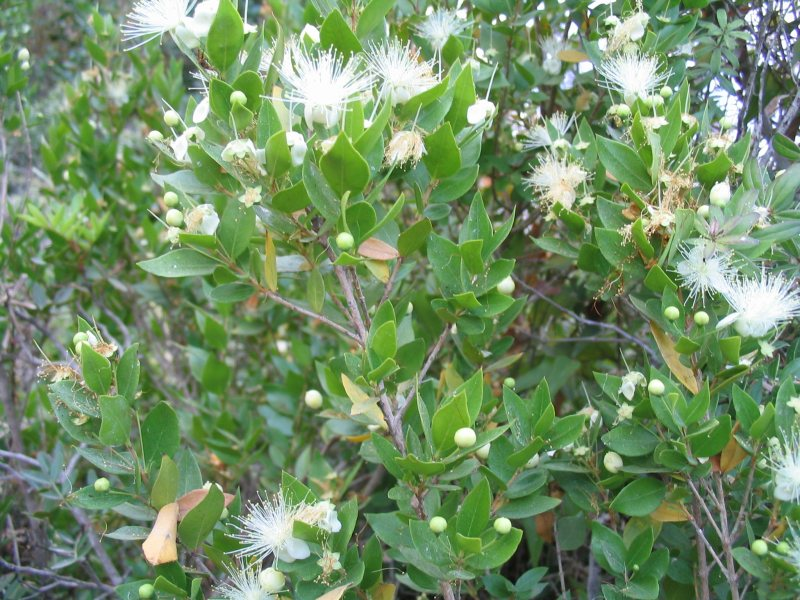
Myrtus communis

Uno de los actos populares más propios de las procesiones de la Comunidad Valenciana. Antes de las procesiones la gente solía subir a la montaña a cortar la murta y después se llenaban algunos camiones y momentos antes del comienzo de la procesión salían por las calles que recorrería la procesión para repartir la murta.
Aunque el reparto no sólo era por donde pasaba la procesión sino por muchas calles de alrededor. Este es un acto típico y tradicional, aunque tuvo su fin en algunos municipios cuando salió la reglamentación referida a que era una especie protegida. 
Pese a que el corte de la murta que se hacía no provocaba daños a las plantas sino todo lo contrario, al cortar las partes de arriba solía crecer con más fuerza y con menos enfermedades. Del mismo modo que servía para revitalizar los arbustos.

## Lugares donde se realiza este acto
- Masamagrell, Provincia de Valencia, España
- Pedreguer, Provincia de Alicante, España
- Corbera, Provincia de Valencia, España
- Alfafar, Provincia de Valencia, España
- Almácera, Provincia de Valencia, España
- Benetúser, Provincia de Valencia, España
- Bº de Benicalap, Valencia ciudad, España
- Burjasot, Provincia de Valencia, España
- Bº de Campanar, Valencia ciudad, España
- Gandía, Provincia de Valencia, España
- Jaraco, Provincia de Valencia, España
- Valencia, Provincia de Valencia, España
- Mislata, Provincia de Valencia, España
- Bº de Jerea, Valencia ciudad, España
- Masanasa, Provincia de Valencia, España
- Silla, Provincia de Valencia, España
- Segorbe, Provincia de Castellón, España
- Puzol, Provincia de Valencia, España

- Datos: Q9018199